# Giulio Salierno
Giulio Salierno (Roma, 31 gennaio 1935 – Roma, 27 febbraio 2006) è stato un sociologo e scrittore italiano.

## Biografia
Attivista del Movimento Sociale Italiano a partire dalla fine degli anni quaranta nella sezione di Colle Oppio, nonché allievo di Julius Evola, diciottenne fu condannato a trent'anni di reclusione per omicidio a scopo di rapina: uccise un giovane che si oppose al furto della sua auto nel quartiere di Roma EUR nel 1953 
Riparò nella Legione straniera in Africa, più tardi arrestato dai francesi e consegnato all'Interpol nel 1955, passò 13 anni in carcere, nelle prigioni francesi e algerine, poi fu estradato in Italia, dove avviò un percorso di nuova coscienza politica per arrivare all'abiura del fascismo e alla grazia concessagli nel 1968 dal presidente Saragat  .
Durante il periodo passato in carcere si dedicò allo studio e alla lotta con gli altri detenuti, avvicinandosi ai testi del marxismo e cambiando radicalmente la propria collocazione politica simpatizzando prima per la sinistra extra-parlamentare e poi per Rifondazione comunista  sviluppando una grande passione per lo studio dei testi filosofici e sociologici. Assieme a Franco Basaglia, conduce la disputa contro le istituzioni manicomiali e totali nonché, con altri esponenti politici tra cui Umberto Terracini, promuove la riforma del sistema carcerario. Ha collaborato con l'Eni alla realizzazione di una banca dati macroeconomica e diretto, per l'Ente, un'imponente ricerca sui Paesi del Sahel. Ha realizzato per la Rai sei originali radiofonici.
Nel 1971 scrive con Aldo Ricci un'inchiesta sulle carceri italiane che resterà un punto di riferimento nella sociologia della pena in Italia e collabora con università italiane, diventando sociologo di fama ed uno dei principali studiosi dell'emarginazione sociale. Dopo collaborazioni con l'Università di Trento, Roma e Firenze, dal 1983 al 1986 insegna "Controllo sociale e nuove tecnologie" presso la facoltà di Giurisprudenza dell'Università di Sassari.
Dal 2000 al 2006 insegna Sociologia generale presso la facoltà di Giurisprudenza dell'Università di Teramo e collabora con il CNR .

## La sociologia carceraria
La sociologia dell'universo carcerario verte sui capisaldi dell'antiautoritarismo e della critica delle istituzioni repressive. Il tema centrale del pensiero di Salierno si basa sulla pericolosità del sistema carcerario segregante rispetto alla vita sociale, sistema che, proprio per queste sue caratteristiche, può divenire esso stesso un volano di violenza e di produzione di un'umanità patologica. Quindi per recuperare e risocializzare i detenuti occorrono altri luoghi, contesti e modalità di intervento. La sua critica è molto precisa e riguarda la durata eccessiva dei processi, le leggi sugli stupefacenti e sulla immigrazione (le carceri sono affollate di tossicodipendenti e di stranieri), la necessità di ristrutturare le periferie urbane e di sconfiggere la piaga della disoccupazione.

## Pubblicazioni
- La spirale della violenza, De Donato, 1969
- Il carcere in Italia, (scritto con Aldo Ricci), Einaudi, 1971
- Il sottoproletariato in Italia, Samonà e Savelli, 1972
- La repressione sessuale nelle carceri italiane, Tattilo, 1973
- Il sottoproletariato, in: Playdux, Tattilo, 1973
- Minori in tutto, (scritto con L.Cancrini e altri), Emme, 1974
- Autobiografia di un picchiatore fascista, Einaudi, 1976, (II ed. Minimum fax, 2008)
- Giovani e marginalità, in: La questione giovanile, Angeli, 1978
- La violenza in Italia, Mondadori, 1980
- Le organizzazioni devianti, in: Trattato di sociologia del lavoro e dell’organizzazione, Angeli, 1987
- La carcassa del tempo, (scritto con Patrizio Paolinelli), Antonio Pellicani editore, 1988
- Il sangue della tua ferita, (scritto con Giovanni Bonifati) Eurasia, 1988
- Società, sistemi d’arma e scienza, in: Una forza non armata dell’Onu: utopia o necessità?, Formazione e Lavoro, 1989
- Élites, citoyens e bourgeois, (scritto con Mikis Theodorakis), Eurasia, 1990
- Carcere, controllo sociale e nuove tecnologie, in: Istituzione e violenza, Psicologia, 1990
- Conflitti interetnici: cenni, in: Intolleranza e società, Sapere 2000, 1990
- Il terrore si coniuga con la libertà, seconda edizione, riveduta e corretta, di: Élites, citoyens e bourgeois, (scritto con Mikis Theodorakis), Eurasia, 1993
- Immigrazione e conflitti. Il caso di Roma, in: Immigrazione in Europa, CEDISS – Centro Europeo di Scienze Sociali, 1993
- Carcere, lavoro e società post-industriale, in: Lavoro e carcere. Rapporto finale, vol. 1, Centro Ricerche Economia e Lavoro – Ministero di Grazia e Giustizia, 1994
- Campionatura questionario aziende e campionatura questionario detenuti, in: Lavoro e carcere. Rapporto intermedio, Centro Ricerche Economia e Lavoro – Ministero di Grazia e Giustizia, 1995
- Carcere e occupazione, in: Lavoro e carcere, Rapporto finale. Integrazione, Centro Ricerche Economia e Lavoro – Ministero di Grazia e Giustizia, 1996
- Scienza, potere e movimenti sociali, in: Capitale e conoscenza, Manifestolibri, 1998
- Gli anziani del 3° millennio. Ciò che hanno, ciò che vorrebbero (curatore), Filarete, 2000
- Fuori margine. Testimonianze di ladri, prostitute, rapinatori, camorristi, Einaudi, 2001
- Violenza e potere. Appunti, in ″Homo Sapiens — rivista di filosofia, arte e letteratura″, anno VI, n. 8, Teseo Editore, 2003
- Usa: tra Roma e Atene, in ″Homo Sapiens — rivista di filosofia, arte e letteratura″, anno VII, n. 9, Teseo Editore, 2004
- La gabbia. Il carcere come metafora della violenza quotidiana, Sapere 2000, 2004
- Sociologia e relativismo scientifico. Organizzazione, potere, conflitti (cura e saggio introduttivo; scritto con Davide Carbonai e altri), Teseo Editore, 2006

## Originali radiofonici per la Rai, 1981
- Famiglia e delirio
- Un caso di terapia familiare
- Norma e schizofrenia
- Agorafobia e analisi bioenergetica
- Dall’io individuale all’io collettivo
- Normalità e libertà